# Brønnøysundbroen
Brønnøysundbroen (norsk: Brønnøysundbrua) er en cantileverbro som går fra øen Torget til fastlandet ikke så langt fra byen Brønnøysund i Nordland fylke i Norge. Broen er 550 meter lang, længste spænd er 110 meter, og broen har en gennemsejlingshøjde på 30 meter. Broen har 20 spænd, og blev åbnet i 1979 som en del af fylkesvej 54 i Nordland.
Øen Torget er mest kendt for fjeldet Torghatten.
Hurtigruten sejler under broen.
65°27′55″N 12°11′22″Ø / 65.46528°N 12.18944°Ø